# Euthanasia Coaster
Euthanasia Coaster é um conceito artístico de uma montanha-russa de aço projetada para matar seus passageiros. Em 2010, ela foi criada feita em escala por Julijonas Urbonas, candidato de doutorado no Royal College of Art de Londres, Reino Unido. Urbonas, que trabalhou em um parque de diversões, afirmou que o objetivo de seu conceito de montanha-russa é levar vidas "com elegância e euforia". Quanto às aplicações práticas de seu projeto, Urbonas mencionou "eutanásia" ou "execução". John Allen, que serviu como presidente da Philadelphia Toboggan Company, inspirou Urbonas com a descrição da montanha-russa "Ultimate" como aquela que "envia 24 pessoas e todos retornam mortos".

## Design
O conceito começa com um elevador com inclinação angular para o topo de 510 metros, ponto que o comboio de 24 passageiros levaria dois minutos para chegar. A partir daí, uma queda de 500 metros levaria o trem a 360 quilômetros por hora, perto de sua velocidade terminal, antes de acelerar na primeira das suas sete inversões ligeiramente clotóides. Cada inversão teria um diâmetro menor do que o anterior, a fim de manter os 10 G letais para os passageiros, enquanto o trem perde velocidade. Depois de uma curva à direita, o trem entraria em uma linha reta, onde a descarga de cadáveres e o carregamento de novos passageiros poderiam ocorrer.

## Fisiopatologia
A montanha-russa mataria seus passageiros através de hipóxia cerebral prolongada ou oferta insuficiente de oxigênio no cérebro. As sete inversões do passeio infligiriam 10 G em seus passageiros por 60 segundos — causando sintomas relacionados à força G, até a perda de consciência induzida. Inversões subsequentes serviriam para assegurar que não ocorresse a sobrevivência involuntária de passageiros particularmente robustos.

## Exposição

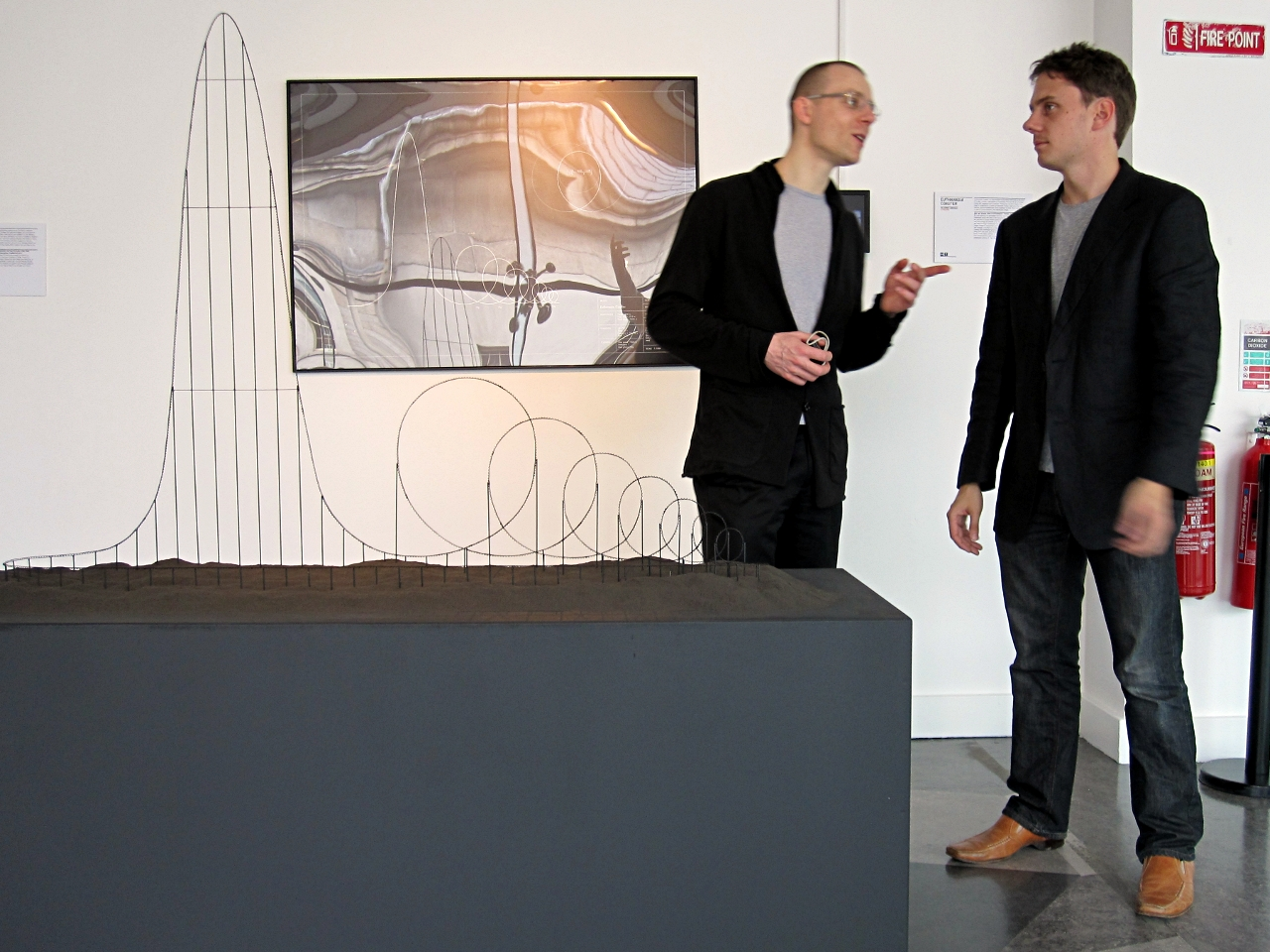
Julijonas Urbonas e a Euthanasia Coaster na exposição HUMAN+ na Science Gallery em Dublin.

O conceito de Urbonas chamou a atenção da mídia quando foi exposto como parte da exibição HUMAN + na Science Gallery em Dublin, Irlanda, de abril a junho de 2011. A exibição, designada como "exposição emblemática" de 2011 pela Science Gallery, visava mostrar o futuro dos seres humanos e da tecnologia. Dentro deste tema, a Euthanasia Coaster destacava os problemas que acompanham o prolongamento da duração da vida. O item também foi exibido na exposição HUMAN + no Centro de Cultura Contemporânea de Barcelona, Espanha, em 2015.

## Cultura popular
Em 14 de junho de 2013, o grupo de rock norueguês Major Parkinson lançou "Euthanasia Roller Coaster", um single digital com letras que fazem alusão ao projeto de Urbonas.
O curta de Lavie Tidhar Vladimir Chong Chooses to Die incorpora o conceito de Urbonas no fim.
O curta-metragem de Glenn Paton, H Positive, explora as motivações de um homem rico que, ao descobrir que está morrendo, contrata um arquiteto para construir a Euthanasia Coaster, idêntica ao design de Urbonas. Embora Urbonas não seja mencionado durante o filme, os créditos finais afirmam que o filme foi baseado no projeto dele.